# 鹿児島市立一倉小学校
鹿児島市立一倉小学校（かごしましりつひとくらしょうがっこう）は、鹿児島県鹿児島市喜入一倉町にある市立の小学校。

## 概要
鹿児島市の南部、喜入地区（旧喜入町）の西部に位置している小学校である。1881年に喜入小学校の分校として設置されたのが一倉小学校の源流であり、その後は一時独立したが1911年に再び喜入尋常高等小学校の分教場となり、1947年には喜入村立一倉小学校として再び独立、その後町制を引いた際に喜入町立一倉小学校と改称、2004年の鹿児島市編入により現校名鹿児島市立一倉小学校と改称した。
一倉小学校には2011年4月現在で23名が在籍している。また、特認校に指定されており、通学区域となっている喜入一倉町の区域以外からの通学も可能である。

## 沿革
- 1881年（明治14年） - 喜入小学校一倉分校として設立される[3]。
- 1887年（明治20年） - 喜入小学校から独立し、一倉簡易小学校に改称[3]
- 1892年（明治25年） - 小学校令が施行されたのに伴い、一倉尋常小学校に改称[3]。
- 1911年（明治44年） - 喜入尋常高等小学校の分教場となったのに伴い、喜入尋常高等小学校一倉分教場に改称[3]
- 1941年（昭和16年） - 国民学校令が施行されたのに伴い、喜入国民学校一倉分教場に改称。
- 1947年（昭和22年） - 喜入村立一倉小学校として独立
- 1956年（昭和31年） - 喜入村が町制施行したのに伴い、喜入町立一倉小学校に改称
- 2004年（平成16年） - 喜入町が鹿児島市に編入されたのに伴い、鹿児島市立一倉小学校に改称

## 通学区域
- 喜入一倉町の全域[4]